# 乔恩·西本
乔恩·西本（英語：Jon Sieben，1966年8月24日—），澳大利亚男子游泳运动员。他曾代表澳大利亚参加1984年、1988年和1992年夏季奥林匹克运动会游泳比赛，获得一枚金牌和一枚铜牌。